# VW Typ 4
Der VW Typ 4 ist ein von 1968 bis 1974 gebauter Mittelklasse-Pkw der Marke Volkswagen mit luftgekühltem Vierzylinder-Boxermotor und Heckantrieb. Anfangs lautete die Verkaufsbezeichnung VW 411, nach der Modellpflege 1972, bei der die Frontpartie ähnlich dem brasilianischen VW 1600 gestaltet wurde, dann VW 412.
Die luftgekühlten VW-Modellreihen wurden bei Volkswagen chronologisch nummeriert. Seit dem Beginn der Produktion des ersten Transporters/Bus (Typ 2/T1) im Werk Wolfsburg im Jahr 1950 hieß die später Käfer genannte VW-Limousine Typ 1 und der 1961 erschienene VW 1500 dann Typ 3.

## Modellgeschichte

### Allgemeines

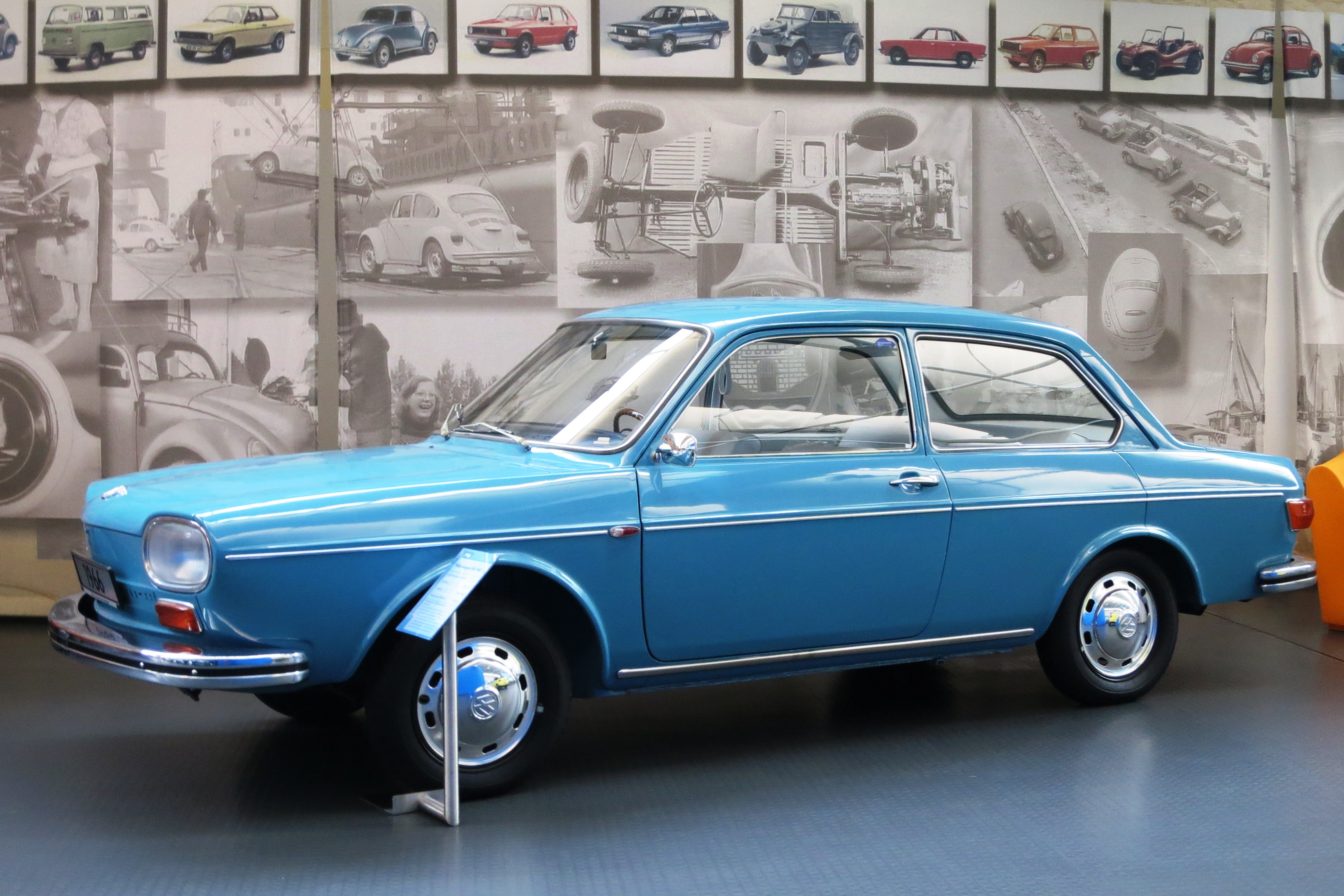
Typ-4-Studie EA 162

Die – abgesehen vom 1979 erschienenen VW-Bus T3 – letzte Neukonstruktion mit Heckmotor war zunächst als Limousine mit zwei und später vier Türen erhältlich. Damit war der VW 411 der erste viertürige Pkw der Volkswagen AG. Im Sommer 1969 folgte der dreitürige Kombi, der wie beim kleineren Typ 3 die Bezeichnung „Variant“ trug und einen Anteil von etwa 50 Prozent der Gesamtverkaufszahlen erreichte. Einen fünftürigen Kombi gab es nicht. Die VW 411/412 basierten auf dem Konzept des VW Typ 1 (= Käfer) mit luftgekühltem Boxermotor im Heck und Hinterradantrieb. Allerdings waren Fahrgestell und Aufbau des Typ 4 nicht, wie noch beim kleineren Typ 3, dem VW-Käfer ähnlich, denn der 411/412 hatte keinen Zentralrohrrahmen, sondern eine selbsttragende Karosserie. Der Typ 4 war auch das erste VW-Modell mit MacPherson-Federbeinen vorn; eine (dort drehstabgefederte) hintere Schräglenkerachse wurde bereits ab 1967 im VW-Transporter und den Käfern (Typ 1) und Typ-3-Fahrzeugen mit Automatik-Getriebe verwendet. Neben der bekannten Dreistufen-Wandlerautomatik war der VW 411 auch mit einem neu entwickelten manuellen 4-Gang-Schaltgetriebe erhältlich.
Zu den Nachteilen von Pkw mit Heckmotor zählt das vergleichsweise geringe Kofferraumvolumen, das für familientaugliche Pkw jedoch von erheblicher Bedeutung ist. Mit dem VW 411 konnten für ein derartiges Fahrzeugkonzept beachtliche 400 Liter Kofferraum im Bug und noch einmal etwa 170 Liter hinter den Rücksitzen erreicht werden. Der dafür notwendige lange Vorderwagen zwang allerdings zu optischen Kompromissen, die zum Spitznamen „Nasenbär“ inspirierten. Überhaupt kam die Gestaltung des Typ 4 nicht gut weg, auch die Fachpresse bewertete die Bugpartie der ursprünglichen Ausführung mit Einfachscheinwerfern als „einfallslos“. Anders als beim bisherigen 1600 TL war der hintere Kofferraum über die Motorhaube nicht zugänglich.
Wegen des bereits zum Zeitpunkt der Vorstellung veralteten Konzepts wurde das Modell nach Heinrich Nordhoff, dem im April 1968 verstorbenen VW-Vorstandsvorsitzenden, als „Nordhoffs Vermächtnis“ bzw. „Nordhoffs Abschiedsgeschenk“ bezeichnet. Andere deuteten die Modellbezeichnung als „4 Türen, 11 Jahre zu spät“, nachdem alle VW-Käfer und der Typ 3 ausschließlich als Zweitürer lieferbar waren.

### VW 411 (1968–1972)
- August 1968: Produktionsbeginn des 411 im Volkswagenwerk Wolfsburg. Kennzeichen der ersten Serie sind Scheinwerfer in ovaler Form mit Zweifadenlampen für Fern- und Abblendlicht.
- August 1969: Der Variant-Kombi wird zusätzlich angeboten. Bessere Motordämmung. An Stelle der ovalen Einfachscheinwerfer erhalten alle Modelle runde Doppelscheinwerfer mit H1-Halogenlampen. Das vordere VW-Zeichen wird vom Kofferraumdeckel auf das Frontblech versetzt. Der 80-PS-(59-kW)-Einspritzer ersetzt den 68-PS-(50-kW)-Vergasermotor, der jedoch auf ausdrücklichen Wunsch bzw. in Verbindung mit dem Automatikgetriebe noch geliefert wird. Für den Motorblock wird anstelle der teuren Magnesiumlegierung Elektron nun eine Aluminiumlegierung verwendet.
- August 1970: Zierleiste am Armaturenbrett im Holzdesign bei den L-Modellen entfällt. Getriebeautomatik nun auch für den Einspritzer lieferbar.
- August 1971: Neues Vierspeichen-Sicherheitslenkrad. Verstärkte Türschlösser. Scheibenwischerschalter nun am Lenkstock statt als Drehknopf. Neues Tachodesign, Skala nun bis 190 statt 170 km/h. Neue Extras: Bremskraftverstärker, Scheibenwischer-Intervallschaltung.

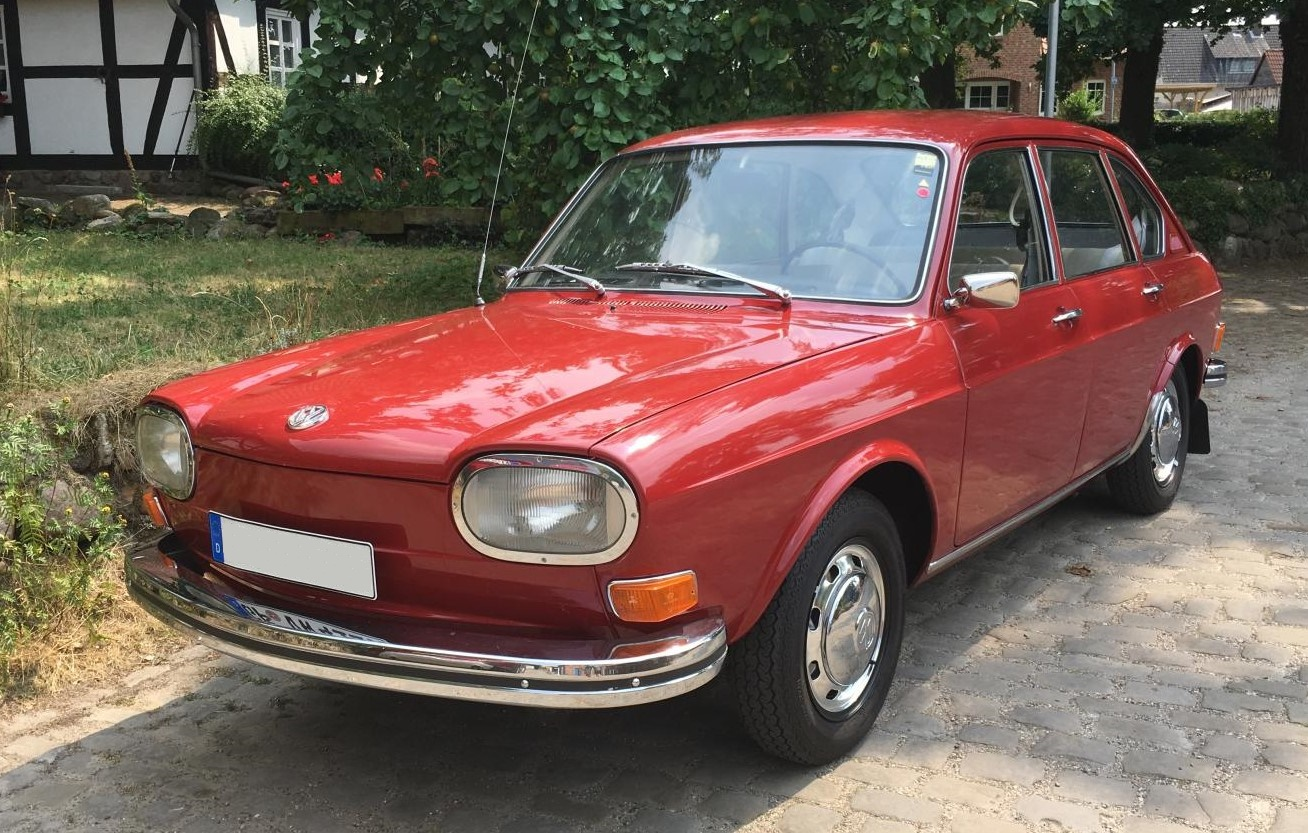
VW 411 Viertürer (1968–1969)
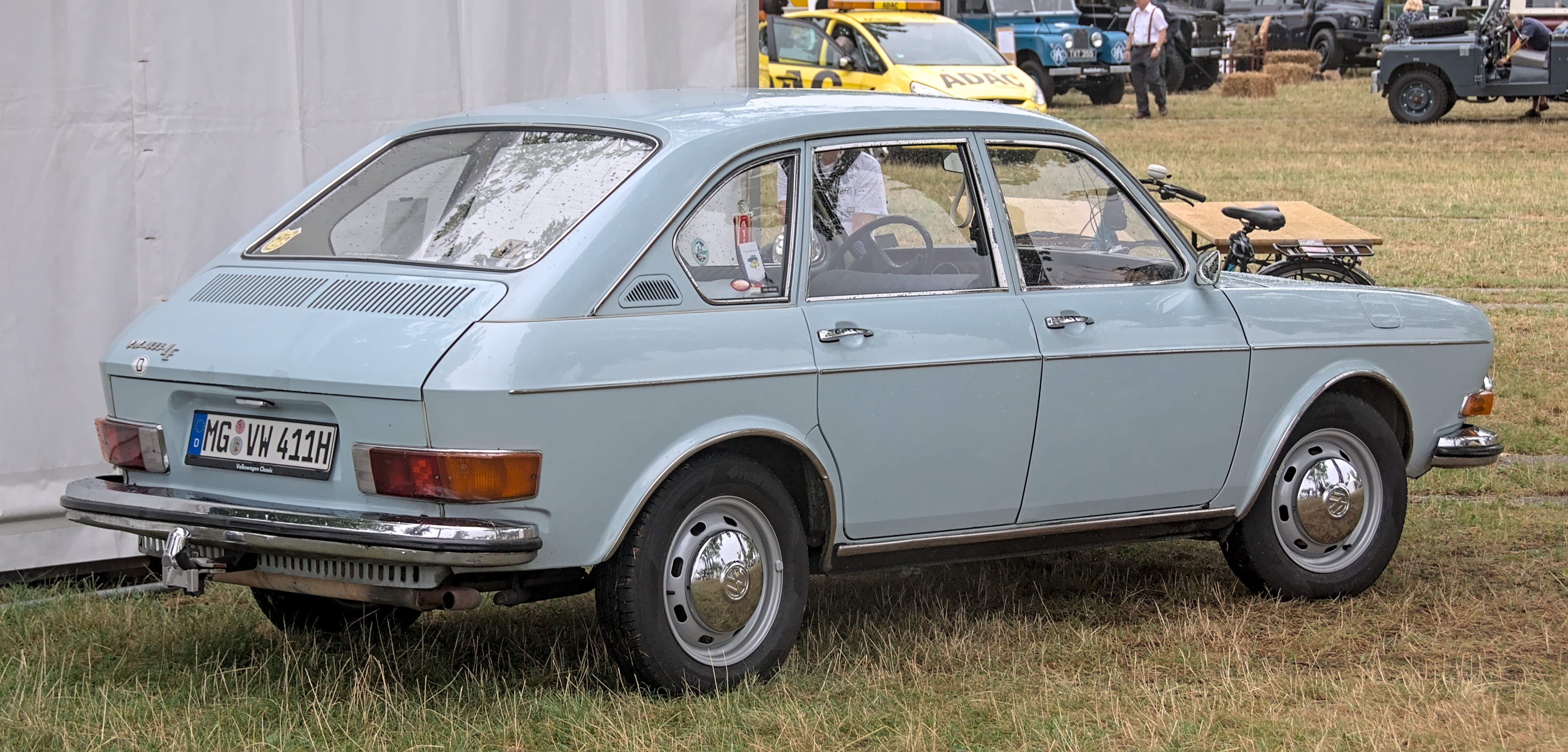
VW 411 LE Viertürer (1969–1972)
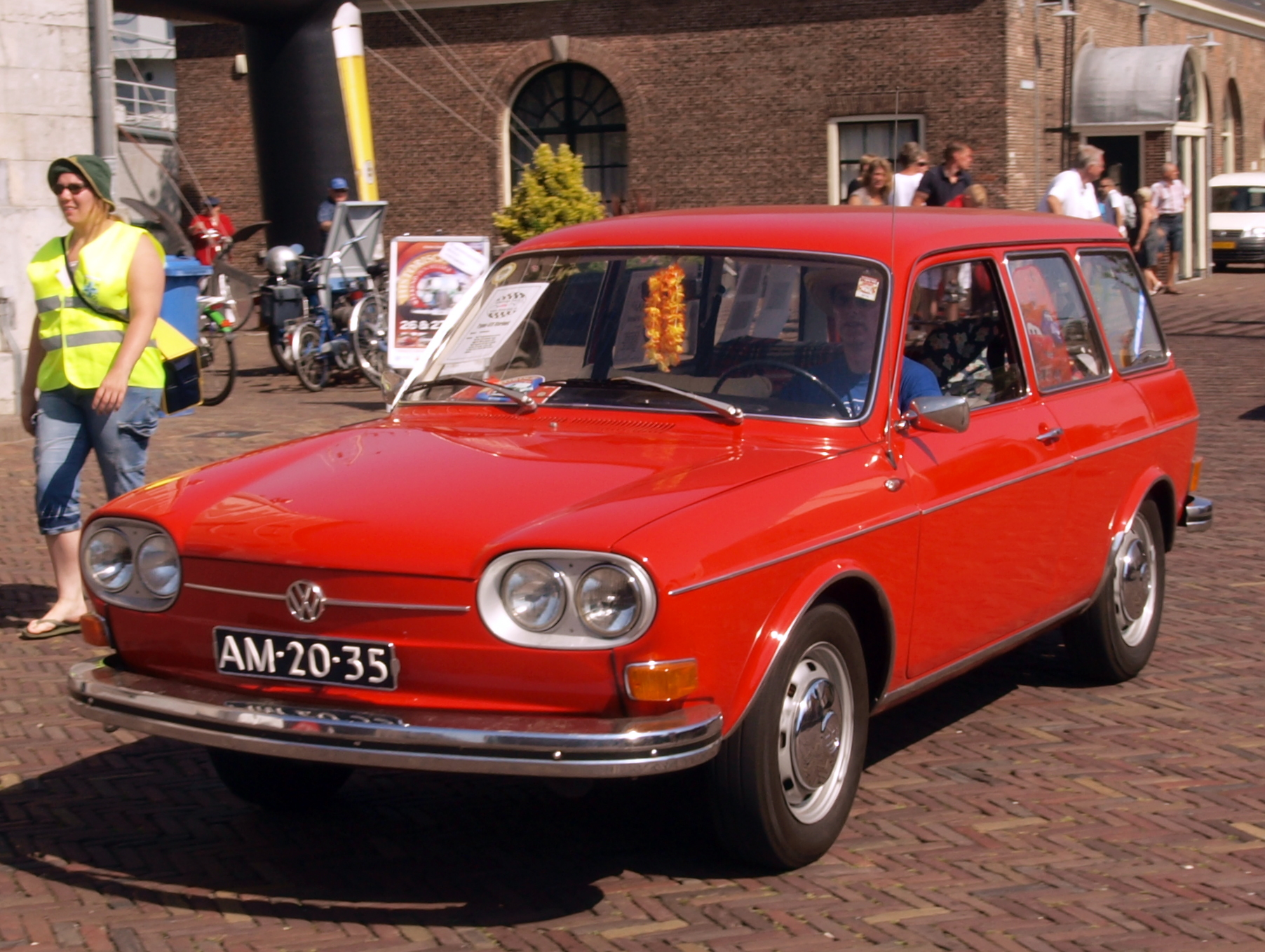
VW 411 LE Variant (1969–1972)
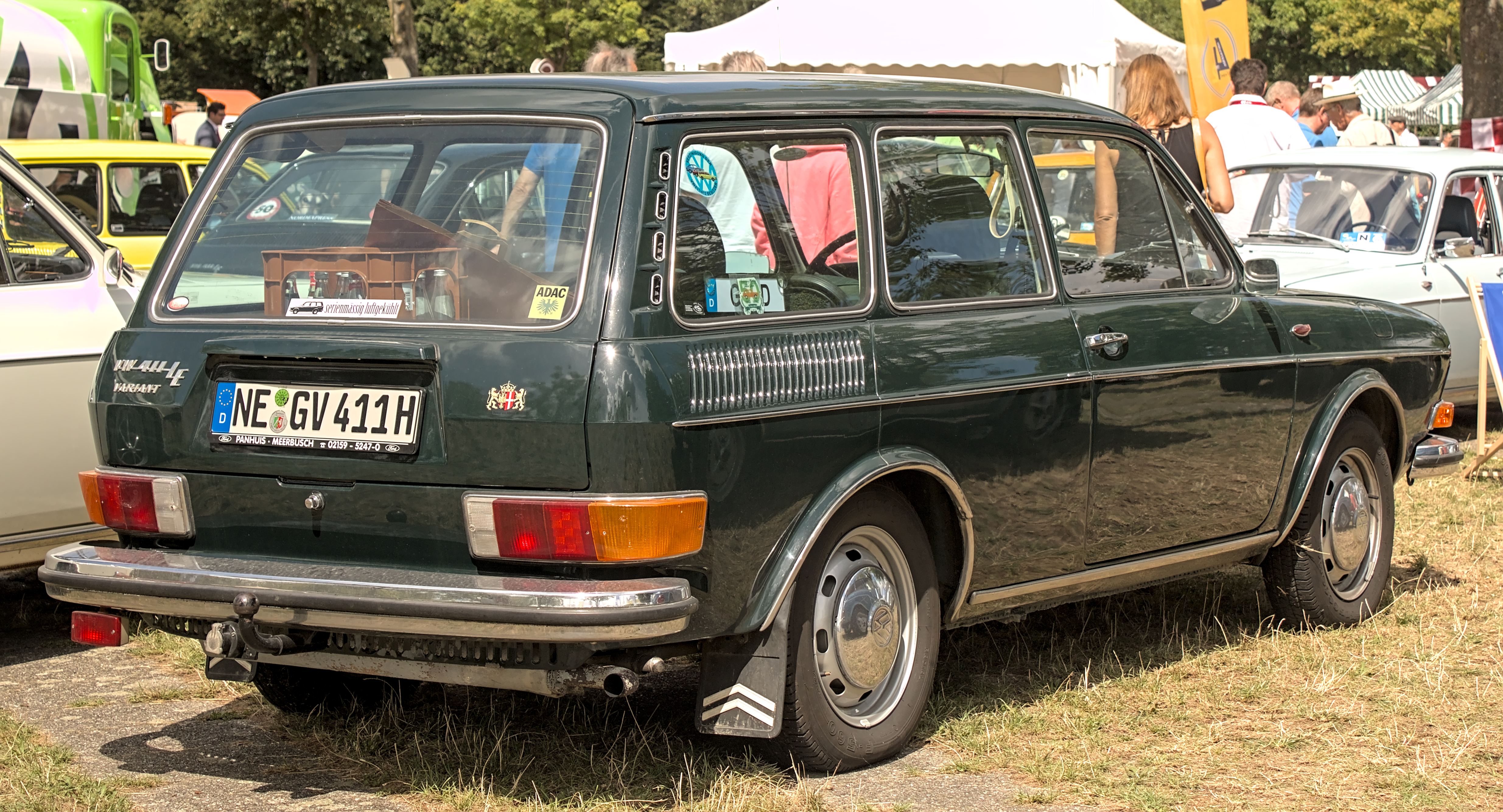
VW 411 LE Variant (1969–1972)
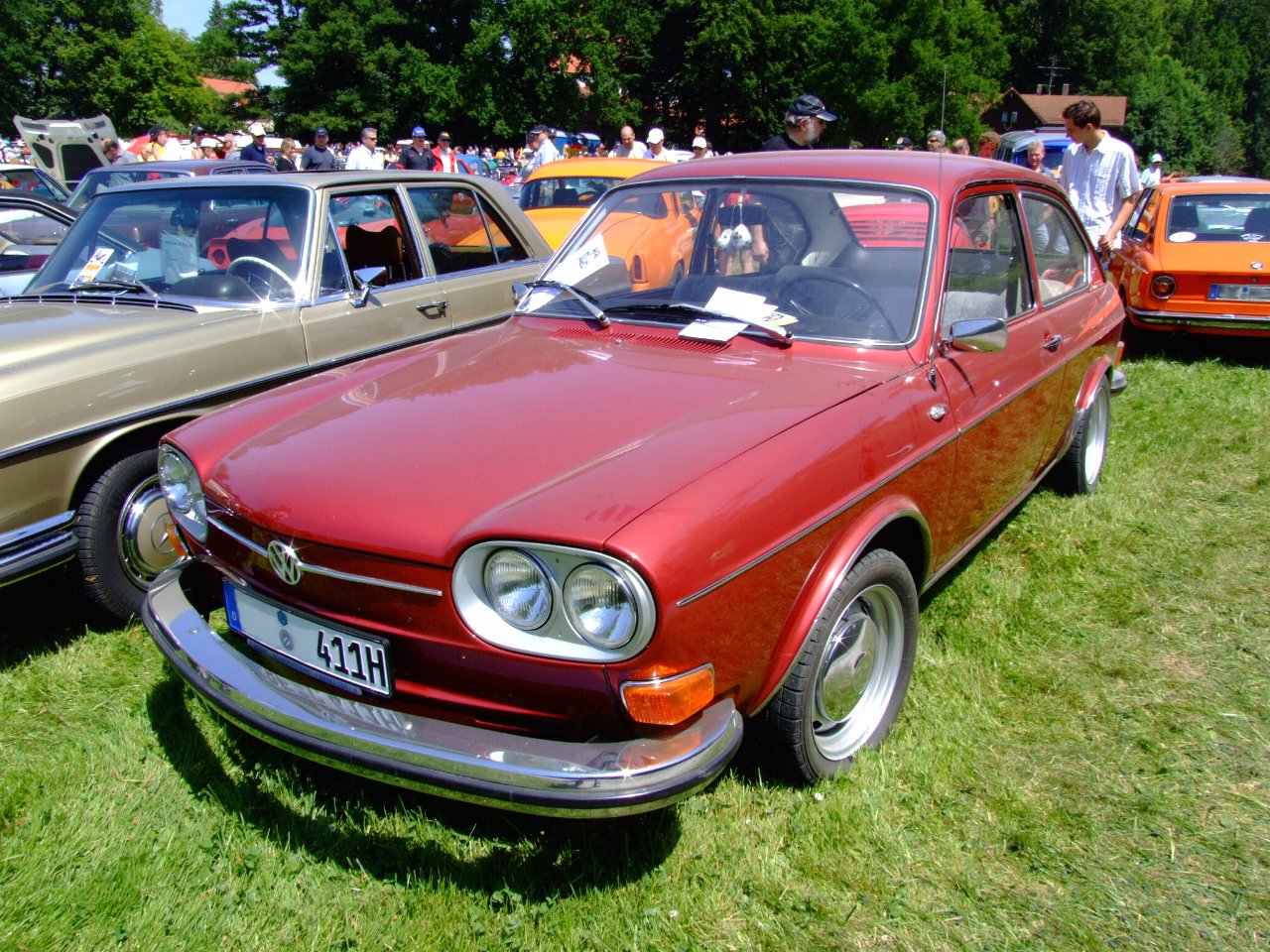
VW 411 LE Zweitürer (1969–1972)
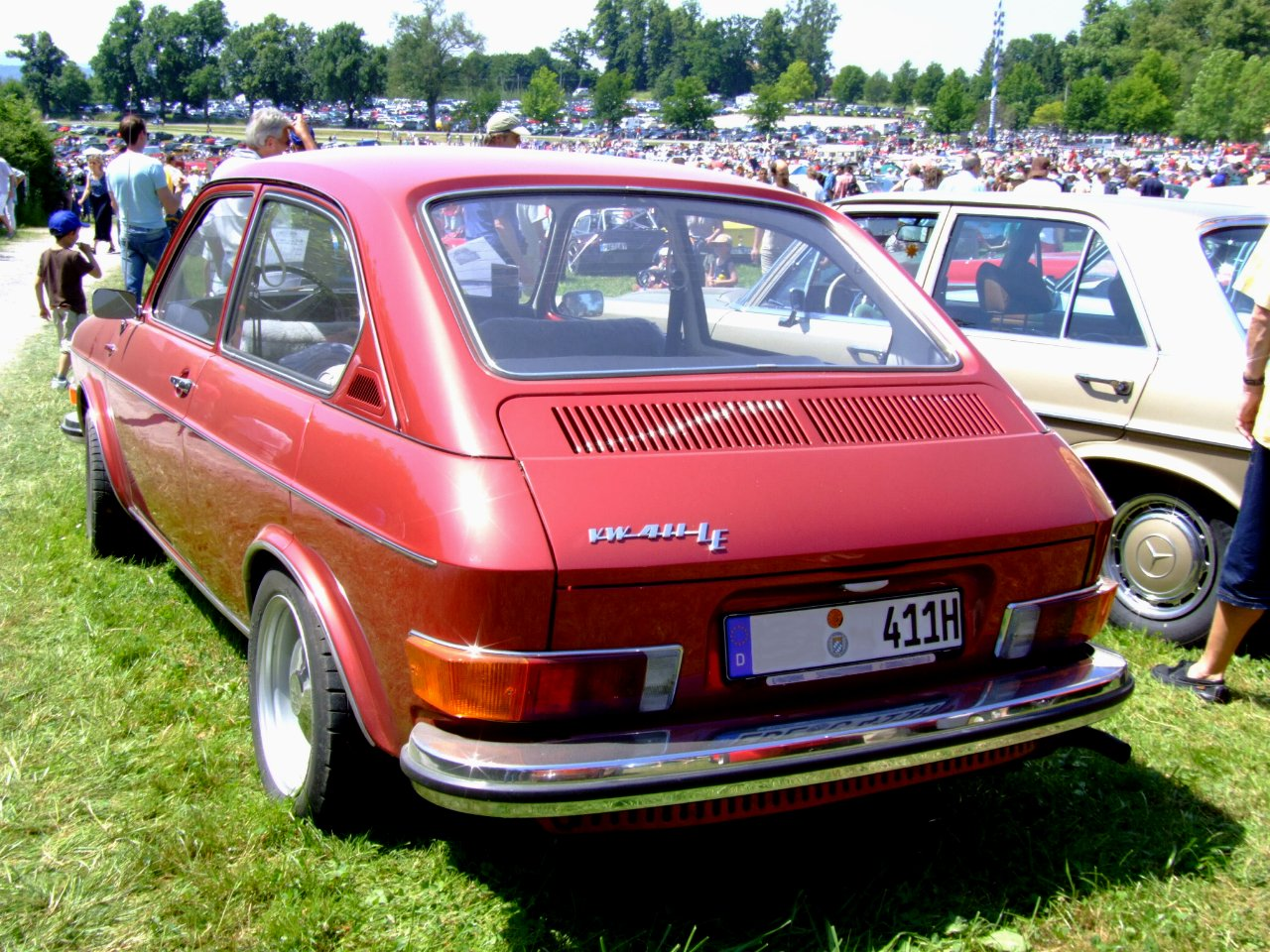
Heckansicht
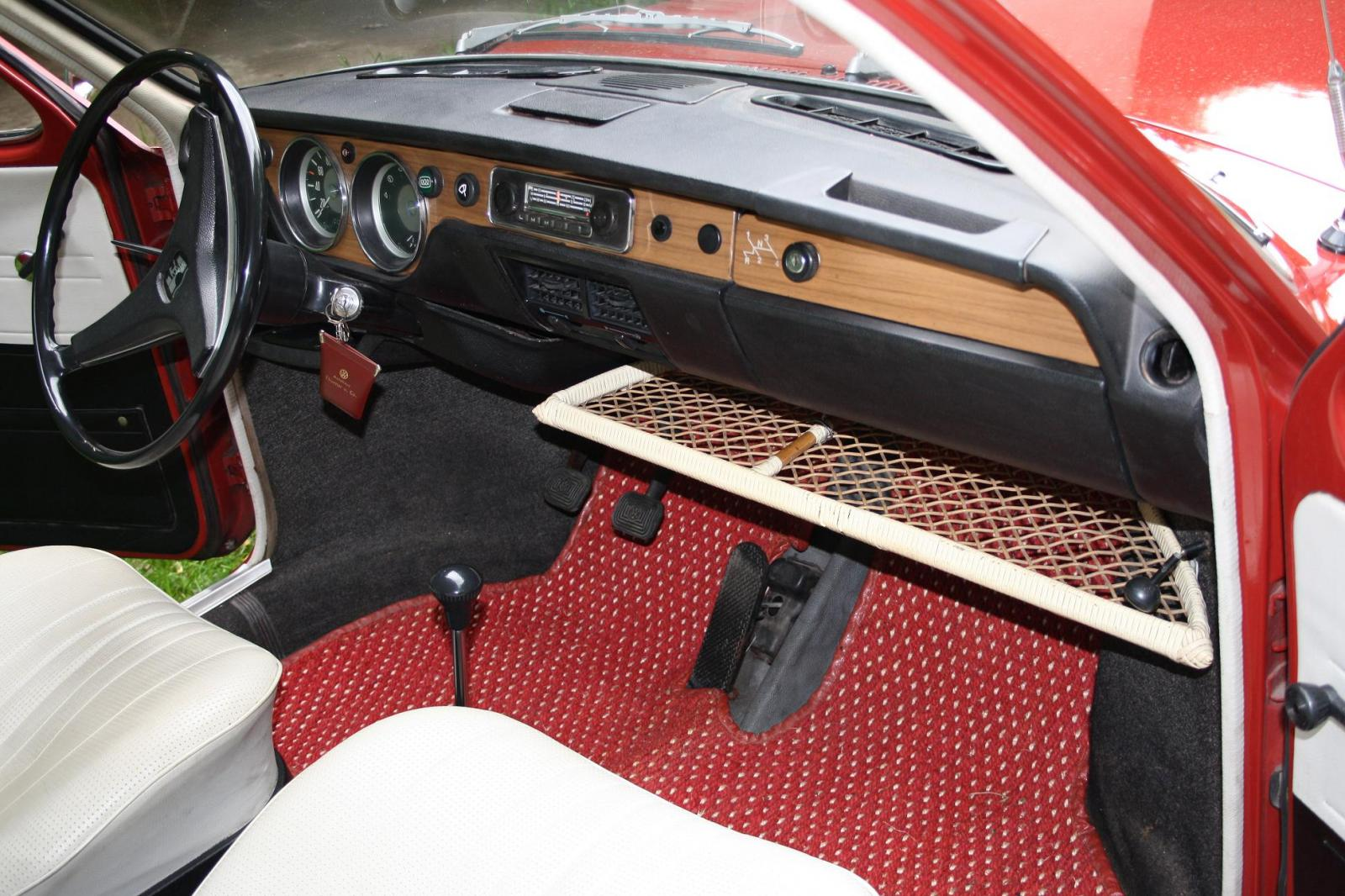
Innenraum des VW 411
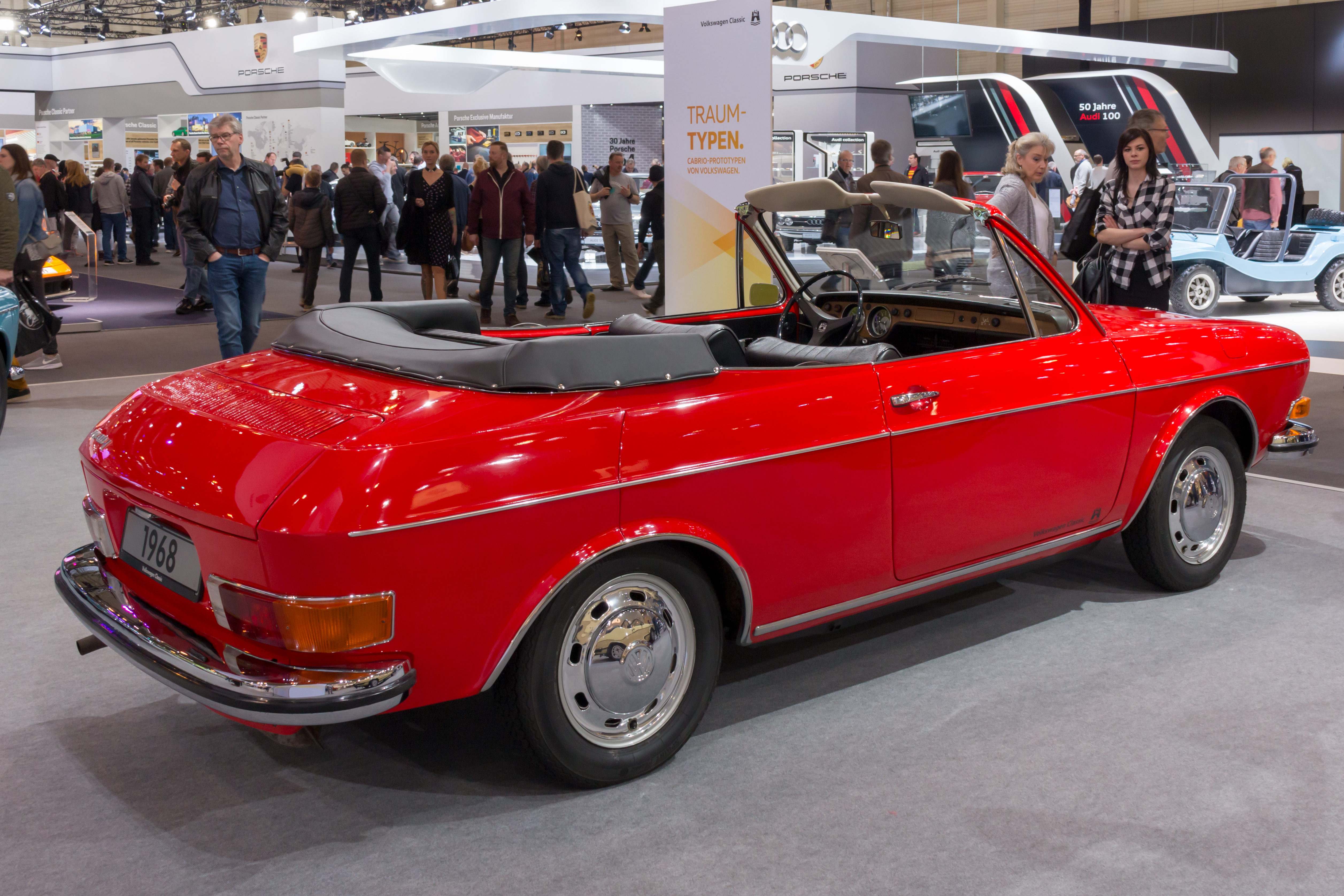
Cabrio-Studie von 1968

### VW 412 (1972–1974)
- August 1972: Mit der Modellpflege ändert sich die Bezeichnung in VW 412. Zahlreiche Detailverbesserungen bei Interieur und Technik. Wiedereinführung der Holzzierleiste am Armaturenbrett.
- August 1973: Die 412-Produktion wird ins VW-Werk Salzgitter verlegt, da im Stammwerk Wolfsburg die Bänder für die neue Passat-Limousine benötigt werden. Der 1,7-l-Einspritzmotor wird durch die 1,8-l-Zweivergaser-Modelle mit 75 PS/55 kW (Normalbenzin 91 Oktan) und 85 PS/63 kW (Super 98 Oktan) ersetzt. Zeituhr nun mit Quarzsteuerung, verbessertes Frischluftgebläse, Handbremskontrollleuchte und weitere Detailverbesserungen.
- Juni 1974: Produktionseinstellung ohne direktes Nachfolgemodell.

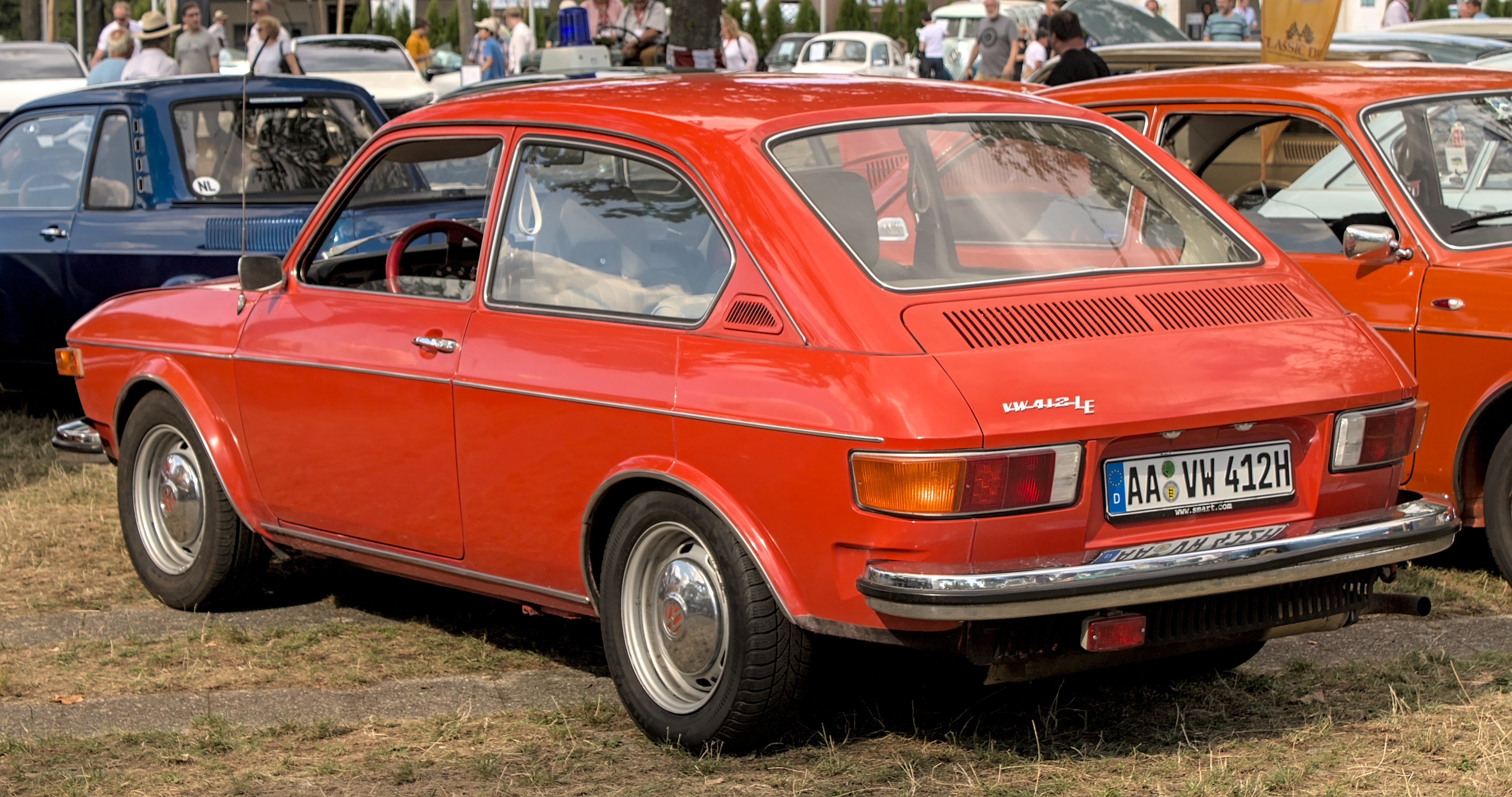
VW 412 Zweitürer (1972–1973)
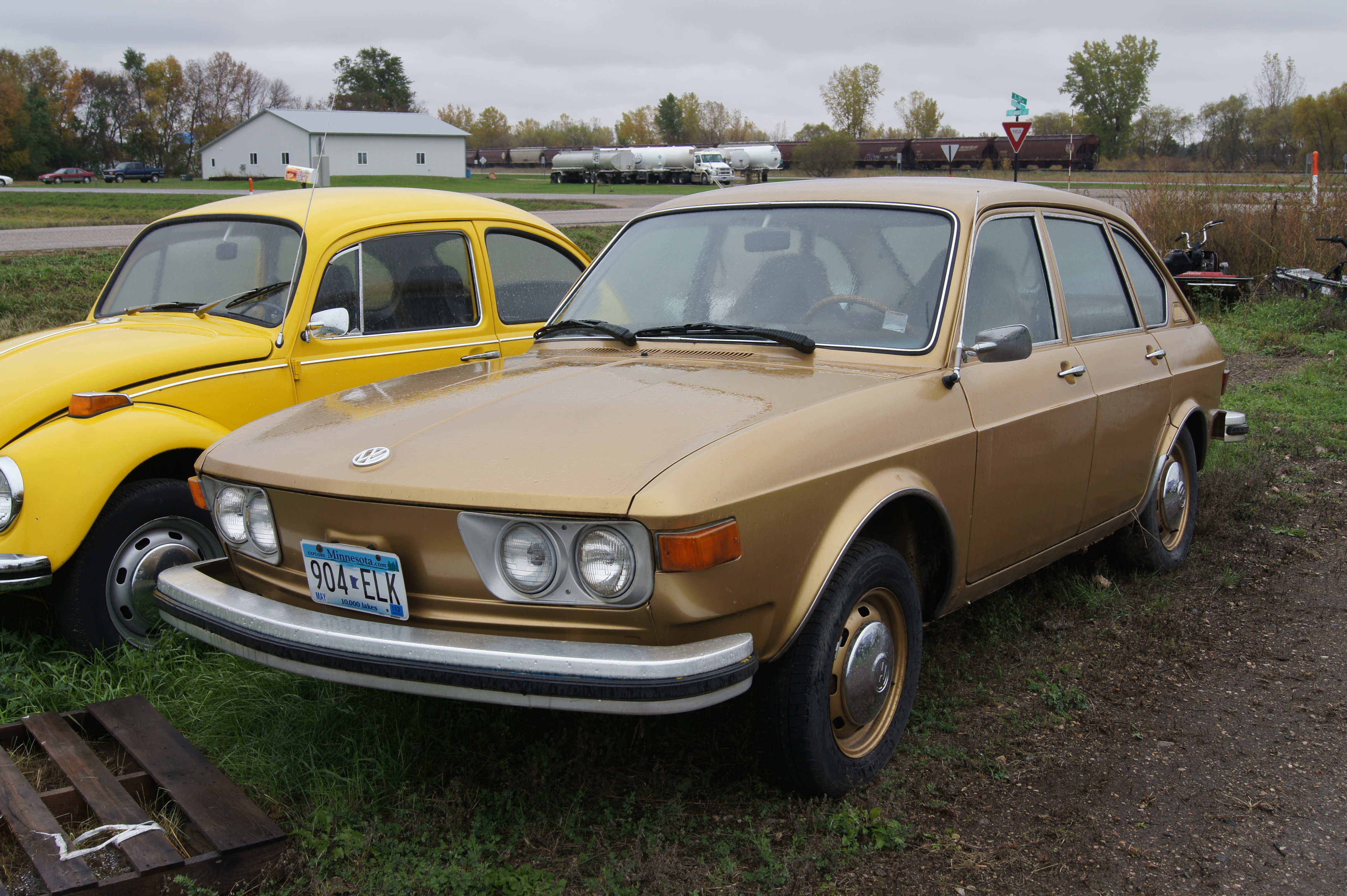
VW 412 L (Viertürer)
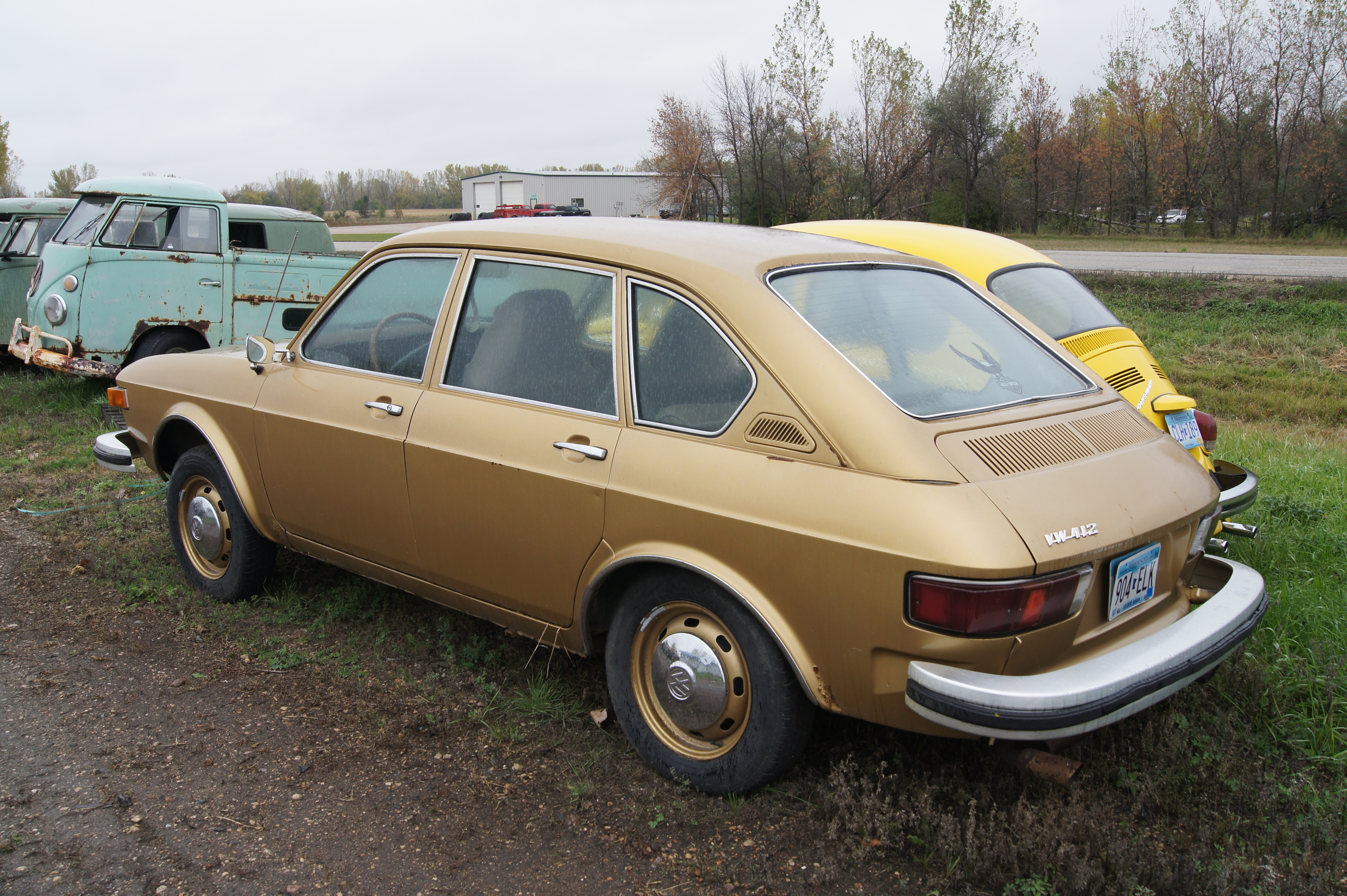
VW 412 L (Viertürer)
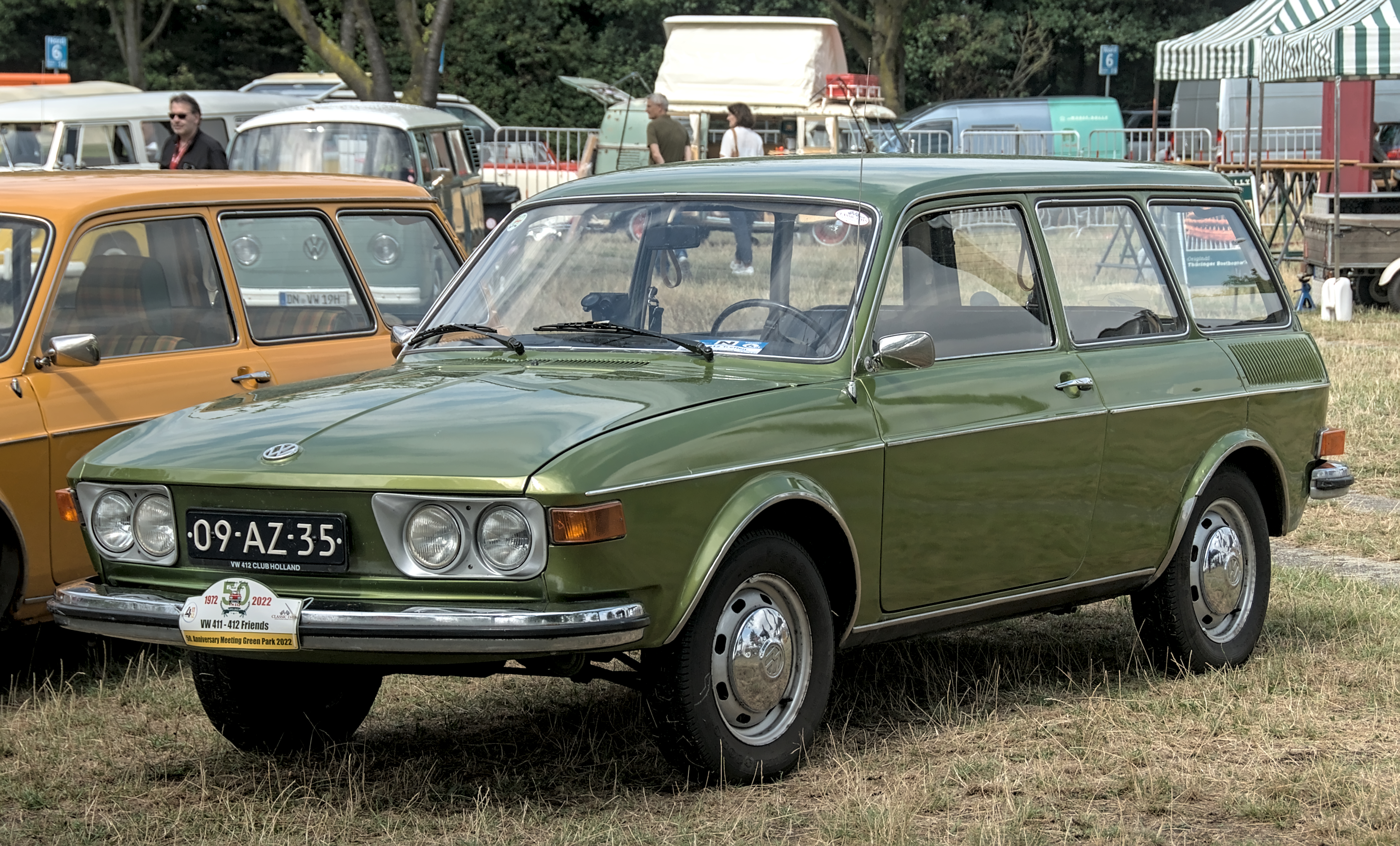
VW 412 L Variant (1972–1974)
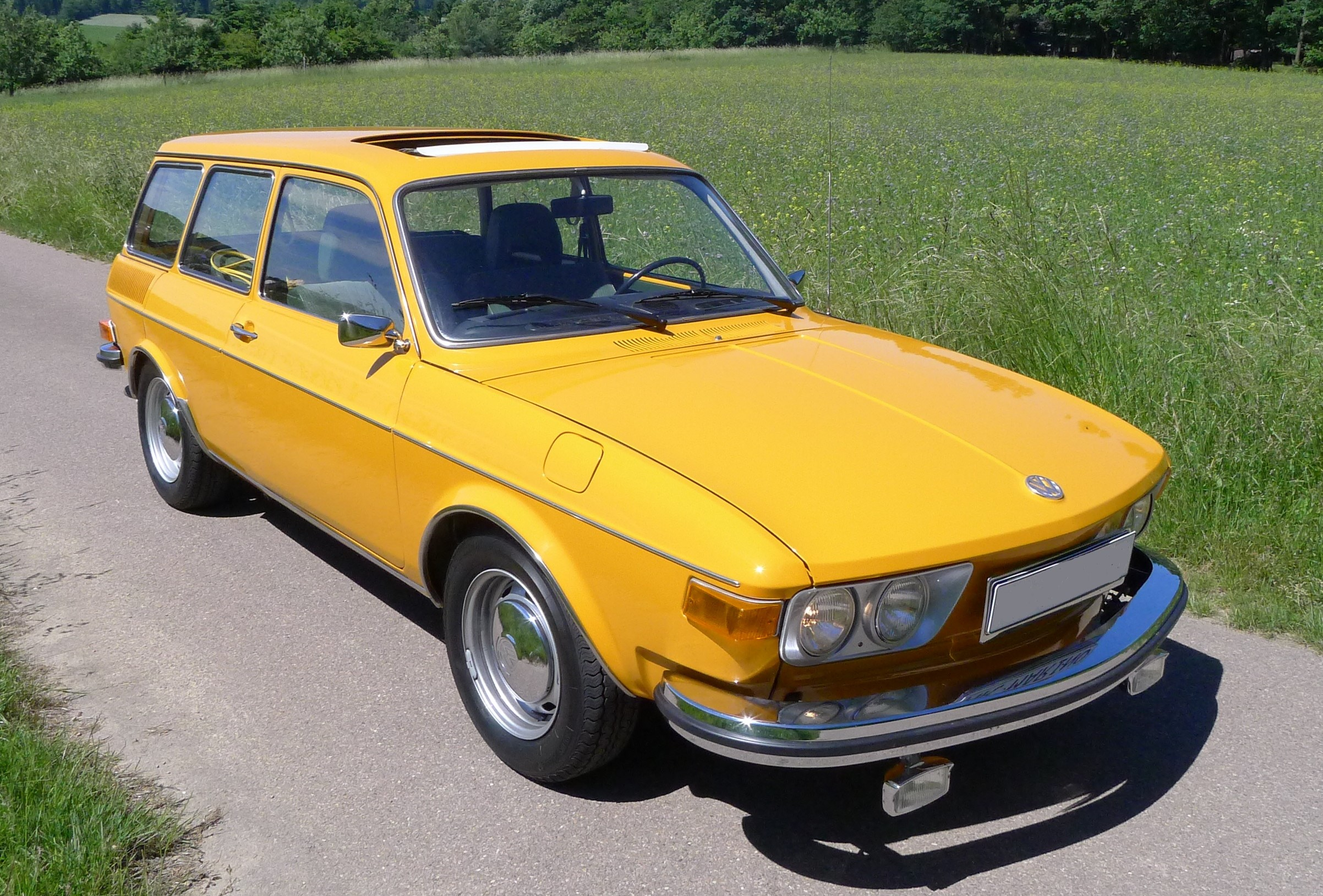
VW 412 LS Variant (1973–1974)
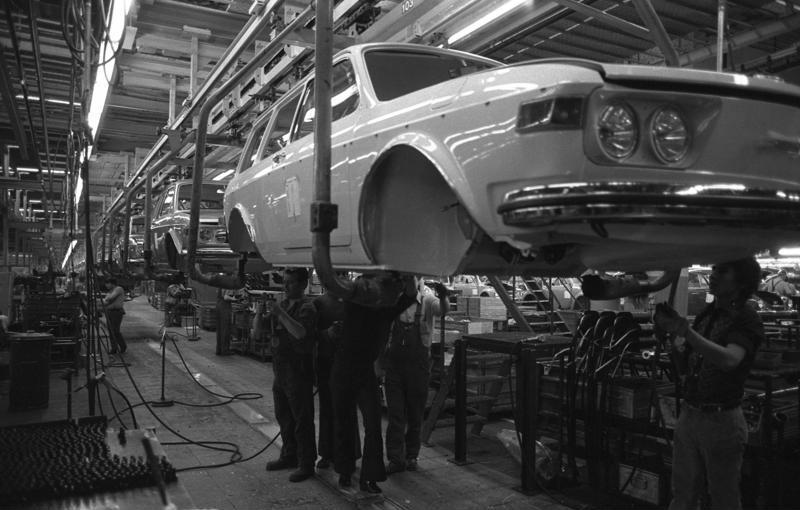
Endmontage des 412 Variant im Stammwerk Wolfsburg, 1973
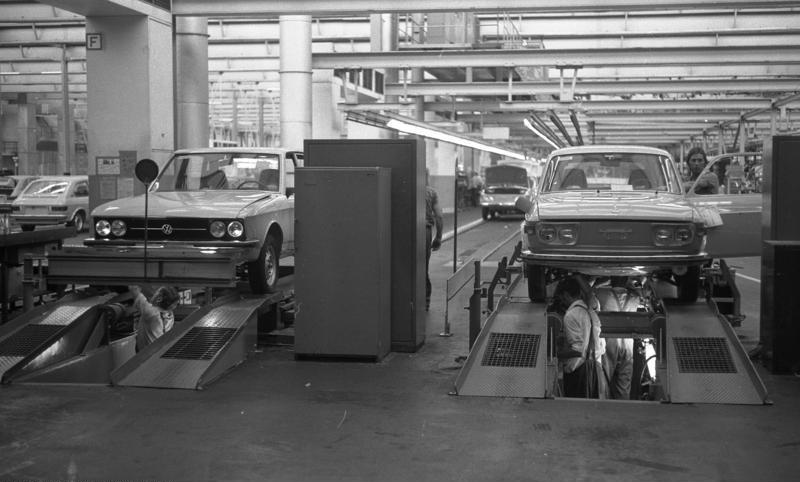
Fertigung von VW K 70 und VW 412 im Werk Salzgitter, 1973
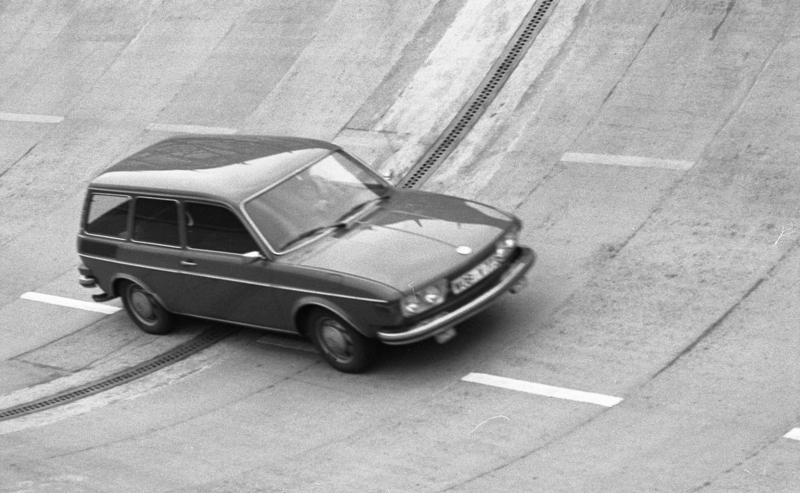
VW-Autowerk, Teststrecke

### Modellübersicht und Ausstattung
Die Serienausstattung des 411/412 war im Vergleich zu den anderen zeitgenössischen VW-Modellen umfangreich und sollte den höheren Status des Wagens unterstreichen. So hatte der Typ 4 vordere Scheibenbremsen, eine hydraulisch betätigte Kupplung, Drehstromlichtmaschine, Rückfahrscheinwerfer, H1-Halogenscheinwerfer (ab 1969), Gürtelreifen und höhenverstellbare Stoffsitze und klappbare Mittelarmlehnen auf den Rücksitzen. Beim L-Modell gab es zusätzlich z. B. eine Uhr, einen abblendbaren Innenspiegel, Make-up-Spiegel, Veloursteppiche und Innenvollverkleidung, Liegesitze vorn und mehr Chromzierrat außen.
Beliebte Mehrausstattungen waren beispielsweise vordere Kopfstützen, Heckscheibenheizung, Kunstledersitzbezüge, Sicherheitsgurte, ein Schiebedach sowie eine programmierbare 24-Stunden-Zeitschaltuhr für die Standheizung. Im Laufe der Bauzeit wurde die Liste der Extras erweitert, z. B. um Intervallschaltung für die Scheibenwischer, Klimaanlage (v. a. die US-Exportmodelle), Bremskraftverstärker oder Stahlsporträder mit Breitreifen.
Folgende Modellvarianten waren erhältlich:
- 411/L (1968–1973): 1,7 Liter, Vergaser (68 PS / 50 kW)
- 411/412 (L)E (1969–1973): 1,7 Liter, Einspritzer (80 PS / 59 kW)
- 412/L (1972–1974): 1,8 Liter, Vergaser (75 PS / 55 kW, Normalbenzin)
- 412 (L)S (1973–1974): 1,8 Liter, Sport-Vergaser (85 PS / 62,5 kW, Superbenzin 98 ROZ)

(L bezeichnete jeweils die Luxusausstattung, wobei diese beim Typ 4 die häufiger verkaufte Version war als die in dieser Klasse unbeliebtere Normalausführung)
In den sechs Produktionsjahren wurden vom Typ 4 nur 367.728 Exemplare gebaut – eine für VW niedrige Stückzahl. Das war sicher mit ein Grund dafür, dass die Produktion im Juni 1974 vorzeitig aufgegeben und ohne Nachfolger eingestellt wurde (der Passat war 1973 formell Nachfolger des kleineren Typ 3: VW 1500/1600). Zusammen mit dem VW K 70 steht der VW 411/412 sinnbildlich für die modellpolitisch unruhige Zeit Anfang der 1970er Jahre, als bei VW die Umstellung auf völlig anders konstruierte Fahrzeuge mit wassergekühlten Frontmotoren in Vorbereitung war.

## Technische Daten VW 411/412

### Allgemeines
Die Motoren („Flachboxer“) mit 1,7 bzw. 1,8 Litern Hubraum waren vollständig neu konstruiert und erreichten mit zwei Vergasern oder einer Saugrohreinspritzung für damalige Zeiten respektable Leistungen von 68–85 PS (50–63 kW). Die ab 1969 erhältliche 80-PS-(59-kW)-Version hatte eine elektronische D-Jetronic-Mehrpunktsaugrohreinspritzung von Bosch, die ein Jahr zuvor im Typ 3 (VW 1600 LE/TLE) erstmals angeboten worden war und etwas später auch im VW-Porsche 914/4 zum Einsatz kam. Als Getriebe waren ein manuell zu schaltendes Vierganggetriebe oder eine Dreigang-Automatik erhältlich.
Da die Warmlufterzeugung über die wie beim VW Käfer im Abgasstrang liegenden Wärmetauscher („Heizbirnen“) für den größeren Innenraum des Typ 4 nicht ausreichte, hatte dieses Modell serienmäßig eine benzinelektrische Standheizung von Eberspächer (Typ BA 4 mit Zeitschaltuhr). Ebenso war ein zweistufiges Frischluftgebläse Standard.
| Technische Daten VW 411/412 1968–1974                    |                                                                                            |                                                                                            |                                                                                            |                                                                                            |
| VW                                                       | 411 (1968/69)                                                                              | 411 E (1969–72) 412 E (1972–73)                                                            | 412 (1973/74)                                                                              | 412 S (1973/74)                                                                            |
| Motor                                                    | luftgekühlter Vierzylinder-Boxermotor (Viertakt)                                           | luftgekühlter Vierzylinder-Boxermotor (Viertakt)                                           | luftgekühlter Vierzylinder-Boxermotor (Viertakt)                                           | luftgekühlter Vierzylinder-Boxermotor (Viertakt)                                           |
| Hubraum                                                  | 1679 cm³                                                                                   | 1679 cm³                                                                                   | 1795 cm³                                                                                   | 1795 cm³                                                                                   |
| Bohrung × Hub                                            | 90 × 66 mm                                                                                 | 90 × 66 mm                                                                                 | 93 × 66 mm                                                                                 | 93 × 66 mm                                                                                 |
| Leistung (kW) (in PS) bei 1/min                          | 50 kW (68 PS) 4500                                                                         | 59 kW (80 PS) 4900                                                                         | 55 kW (75 PS) 5000                                                                         | 63 kW (85 PS) 5000                                                                         |
| Max. Drehmoment bei 1/min                                | 124 Nm 2800                                                                                | 132 Nm 2700                                                                                | 129 Nm 3400                                                                                | 135 Nm 3400                                                                                |
| Gemischaufbereitung                                      | Zwei Fallstromvergaser Solex 34 PDSIT                                                      | Elektr. Einspritzung Bosch D-Jetronic                                                      | Zwei Fallstromvergaser Solex 40 PDSIT                                                      | Zwei Fallstromvergaser Solex 40 PDSIT                                                      |
| Ventilsteuerung                                          | Stoßstangen und Kipphebel (zentrale Nockenwelle, Stirnräder)                               | Stoßstangen und Kipphebel (zentrale Nockenwelle, Stirnräder)                               | Stoßstangen und Kipphebel (zentrale Nockenwelle, Stirnräder)                               | Stoßstangen und Kipphebel (zentrale Nockenwelle, Stirnräder)                               |
| Getriebe                                                 | 4-Gang-Getriebe (auf Wunsch Dreigang-Automatik)                                            | 4-Gang-Getriebe (auf Wunsch Dreigang-Automatik)                                            | 4-Gang-Getriebe (auf Wunsch Dreigang-Automatik)                                            | 4-Gang-Getriebe (auf Wunsch Dreigang-Automatik)                                            |
| Radaufhängung vorn                                       | MacPherson-Federbeine, Querlenker, Stabilisator                                            | MacPherson-Federbeine, Querlenker, Stabilisator                                            | MacPherson-Federbeine, Querlenker, Stabilisator                                            | MacPherson-Federbeine, Querlenker, Stabilisator                                            |
| Radaufhängung hinten                                     | Schräglenkerachse, Schraubenfedern, Stabilisator                                           | Schräglenkerachse, Schraubenfedern, Stabilisator                                           | Schräglenkerachse, Schraubenfedern, Stabilisator                                           | Schräglenkerachse, Schraubenfedern, Stabilisator                                           |
| Bremsen                                                  | Scheiben vorne (Ø 281 mm), Trommeln hinten (Ø 281 mm), auf Wunsch mit Bremskraftverstärker | Scheiben vorne (Ø 281 mm), Trommeln hinten (Ø 281 mm), auf Wunsch mit Bremskraftverstärker | Scheiben vorne (Ø 281 mm), Trommeln hinten (Ø 281 mm), auf Wunsch mit Bremskraftverstärker | Scheiben vorne (Ø 281 mm), Trommeln hinten (Ø 281 mm), auf Wunsch mit Bremskraftverstärker |
| Lenkung                                                  | Kugelumlauflenkung                                                                         | Kugelumlauflenkung                                                                         | Kugelumlauflenkung                                                                         | Kugelumlauflenkung                                                                         |
| Karosserie                                               | Stahlblech, selbsttragend                                                                  | Stahlblech, selbsttragend                                                                  | Stahlblech, selbsttragend                                                                  | Stahlblech, selbsttragend                                                                  |
| Spurweite vorn/hinten                                    | 411: 1376/1342 mm 412: 1386/1350 mm                                                        | 411: 1376/1342 mm 412: 1386/1350 mm                                                        | 411: 1376/1342 mm 412: 1386/1350 mm                                                        | 411: 1376/1342 mm 412: 1386/1350 mm                                                        |
| Radstand                                                 | 2500 mm                                                                                    | 2500 mm                                                                                    | 2500 mm                                                                                    | 2500 mm                                                                                    |
| Länge                                                    | 411: 4525 mm (L: 4553 mm) 412: 4555 mm (L: 4583 mm)                                        | 411: 4525 mm (L: 4553 mm) 412: 4555 mm (L: 4583 mm)                                        | 411: 4525 mm (L: 4553 mm) 412: 4555 mm (L: 4583 mm)                                        | 411: 4525 mm (L: 4553 mm) 412: 4555 mm (L: 4583 mm)                                        |
| Breite                                                   | 411: 1635 mm (L und LE: 1650 mm) 412: 1675 mm                                              | 411: 1635 mm (L und LE: 1650 mm) 412: 1675 mm                                              | 411: 1635 mm (L und LE: 1650 mm) 412: 1675 mm                                              | 411: 1635 mm (L und LE: 1650 mm) 412: 1675 mm                                              |
| Höhe                                                     | 411: 1485 mm 412: 1475 mm                                                                  | 411: 1485 mm 412: 1475 mm                                                                  | 411: 1485 mm 412: 1475 mm                                                                  | 411: 1485 mm 412: 1475 mm                                                                  |
| Leergewicht (DIN)                                        | Zweitürer: 1020–1080 kg Viertürer: 1040–1100 kg Variant 1120 kg                            | Zweitürer: 1020–1080 kg Viertürer: 1040–1100 kg Variant 1120 kg                            | Zweitürer: 1080 kg Viertürer: 1100 kg Variant 1120 kg                                      | Zweitürer: 1080 kg Viertürer: 1100 kg Variant 1120 kg                                      |
| Höchstgeschwindigkeit Schaltgetriebe Automatik           | 145 km/h 142 km/h                                                                          | 155 km/h 152 km/h                                                                          | 150 km/h 147 km/h                                                                          | 158 km/h 155 km/h                                                                          |
| 0–100 km/h Schaltgetriebe Automatik                      | 18 s 21 s                                                                                  | 17 s 20 s                                                                                  | 16,5 s 20 s                                                                                | 14,5 s 17,5 s                                                                              |
| Verbrauch (Liter/100 Kilometer) Schaltgetriebe Automatik | 12,5 N 13,5 N                                                                              | 12,5 S 14,0 S                                                                              | 12,5 N 14,0 N                                                                              | 12,5 S 14,0 S                                                                              |
| Preis (ab DM)                                            | 7.770 (1968)                                                                               | 7.985 (1969)                                                                               | 9.670 (1972)                                                                               | 10.300 (1973)                                                                              |

## Heutiger Fahrzeugbestand
Der Bestand an beim KBA als zugelassen registrierten Fahrzeugen betrug im Januar 2019 (Deutschland) 222 Stück, davon 63 Zweitürer, 67 Viertürer und 92 Stück Variant – etwa 0,06 % der einst gebauten 367.728 Fahrzeuge. Grund für den geringen Erhaltungsgrad sind neben dem nur sehr kleinen Liebhaberkreis enorme Korrosionsprobleme. VW hatte den Hohlraum zwischen den Blechen mit einem Schaum ausgespritzt, der Feuchtigkeit speichert. Außerdem hatte der Wagen vorn keine Innenkotflügel, wodurch Schmutz und Regenwasser in den gesamten Bereich zwischen Kotflügel und Kofferraum gelangten und dort unbemerkt erheblichen Rostfraß verursachten. Auch erreichten die luftgekühlten Motoren bei zügiger Fahrweise nur geringe Laufleistungen. Ein weiterer Grund war der rasante Wertverlust besonders der von Anfang an wenig beliebten Limousinen: Auch jüngere Unfallwagen wurden oftmals nicht repariert, da die starken Typ-4-Motoren für den Einbau in die VW-Transporter/Bus, VW Käfer und den VW-Porsche 914 begehrt waren. Dazu kam, dass Anfang der 1970er-Jahre viele VW-Werkstätten mit der Wartung der neuen elektronischen Saugrohreinspritzung überfordert waren.
Die Oldtimerszene kämpft heute beim VW 411/412 vor allem mit der prekären Ersatzteillage; es gibt nur wenige Gleichteile mit den weitverbreiteten Modellen Käfer und Bus.
Der ursprünglich exklusiv für diesen Pkw entwickelte luftgekühlte Boxermotor wurde (mit späteren Hubraumerweiterungen auf bis zu zwei Liter) im von Volkswagen 1979 eingeführten VW Bus/Transporter (VW T3) noch bis zu dessen Umstellung auf wassergekühlte Aggregate im Jahr 1982 verwendet. Auch der 2,0-l-Einspritzmotor mit 90 (66) bzw. 100 PS (74 kW) des VW-Porsche 914/4 basiert auf dem 411-Aggregat. Porsche setzte den Motortyp 1976 in einer Ausführung mit zwei Litern Hubraum im 912 E ein. Hierbei wurde die Maschine von einer Bosch L-Jetronic mit Kraftstoff versorgt und leistete 86 PS (63 kW).
Bei Volkswagen do Brasil wurden ab 1971 vier verschiedene Fahrzeuge gebaut, die dem VW 412 optisch ähneln: der VW Brasília (Motor: Typ 1, besitzt ähnlich wie VW Karmann-Ghia Typ 14 und VW Typ 181 ein verbreitertes Käfer-Fahrgestell, wurde auch bei Volkswagen de México produziert), der VW 1600 Variant (Motor: Typ 3), der VW SP2 (Motor: Typ 3 mit 1700 cm³) und der VW Variant II (Motor: Typ 3). Lediglich der Variant II hat vorn eine MacPherson-Federbein-Achse ähnlich der des Typ 4. Noch heute sieht man Brasília und Variant häufig auf Brasiliens Straßen.